# تقسيم وظيفي

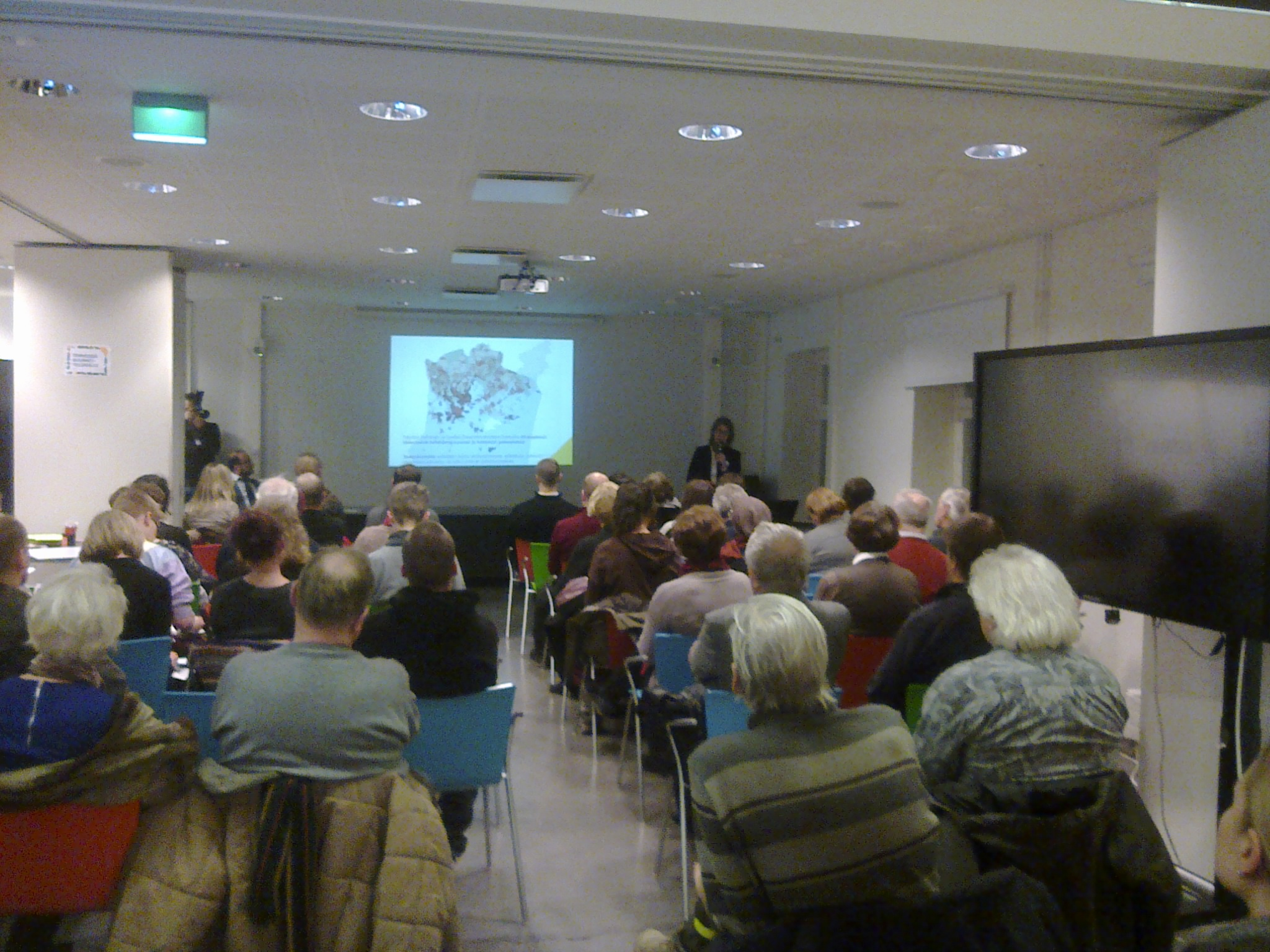

التقسيم الوظيفي أو تقسيم المنطقة الوظيفية هو طريقة تستخدم لتقسيم استخدام الأراضي من وظيفتها. عادةً، يتم تقسيم استخدام الأراضي بطريقتين، من خلال وظيفتها وخصائصها الفيزيائية. مثل منطقة تحتوي على مناطق محددة بناءً على وظيفة كل منطقة مثل منطقة صناعية ومنطقة ترفيهية ومنطقة سكنية. يتم تعريف مثال لمنطقة محددة بخصائصها الفيزيائية من حيث الخصائص مثل كثافة التطوير، والحد الأدنى لحجم الدفعة، وتغطية المبنى، والموضع والارتفاع.
يميل التقسيم الوظيفي إلى خلق أو زيادة الاعتماد على السيارة، بينما يميل التقسيم متعدد الاستخدامات إلى تمكين المشي، مما يجعله أكثر استدامة. تم انتقادها لأنها تسببت في تبديد الأرض والطاقة والوقت.